# Природнича інформатика
Природна інформатика - це напрям природничих досліджень, що вивчає процеси обробки інформації в природі, мозку і людському суспільстві[уточнити]. Вона спирається на такі класичні наукові напрями, як теорії еволюції, морфогенезу та біології розвитку, системні дослідження, дослідження мозку, ДНК, імунної системи та клітинних мембран, теорія менеджменту та групової поведінки, історія та інші. Кібернетика, що визначається, як «наука про загальні закономірності процесів управління та передачі інформації в різних системах, чи то машини, живі організми чи суспільство» є близьким, але дещо іншим науковим напрямом. Так само, як математика та основна частина сучасної інформатики, воно навряд чи може бути віднесено до галузі природничих наук, оскільки різко відрізняється від них своєю методологією, (попри широке застосування у сучасних природничих науках математичного та комп'ютерного моделювання).